# Spulwurm
Der Spulwurm (Ascaris lumbricoides) ist ein den Menschen sowie Affen und Bären befallender regenwurmähnlicher Parasit von bis zu 40 Zentimeter Länge, der ohne Zwischenwirte auftritt. Sehr selten kommt er auch bei Schweinen vor, erreicht aber in deren Darm meist nicht die Geschlechtsreife. Der Spulwurm gehört zu den Fadenwürmern. Die Erkrankung wird als Spulwurmbefall oder Askaridose bezeichnet.

## Merkmale
Weibchen werden bis zu 40 cm lang bei einem Durchmesser von 5 mm, Männchen erreichen bis 25 cm Länge und einen Durchmesser von 3 mm. Die Würmer haben ein rosafarbenes, regenwurmartiges Aussehen, daher auch der lateinische Name lumbricoides (von Lumbricus, der namengebenden Gattung der Familie Lumbricidae – Regenwürmer). Ihre Mundöffnung ist dreilippig, und mit bloßem Auge kann man die Ausscheidungskanäle als weiße Linien wahrnehmen. Männchen unterscheiden sich von Weibchen durch ihr meist eingerolltes Schwanzende und durch die herausragenden Spicula.

## Lebenszyklus
Die von erwachsenen Weibchen im Darm abgelegten, etwa 0,05 mm großen Eier gelangen mit dem Kot in die Umwelt. Dort findet bei ausreichender Feuchtigkeit, Temperaturen von 9 °C bis 35 °C und Sauerstoff noch im Ei die Entwicklung über das erste Larvenstadium mit Häutung zum zweiten Stadium der Larve statt, was unter Laborbedingungen etwa 12 Tage, im Freien auch 2 bis 6 Wochen dauern kann. Das Ei mit der infektionsfähigen L2-Generation wird vom Wirt meist mit der Nahrung aufgenommen.
Im Dünndarm schlüpft die herangereifte etwa 0,2 mm lange Larve und bohrt sich durch die Darmwand. Mit dem Blutstrom wandert sie zur Leber, häutet sich dort wieder und wächst im dritten Larvenstadium heran. Diese L3-Larve gelangt dann über die untere Hohlvene zum Herzen und weiter über die Lungenarterien in das Kapillarnetz um die Lungenbläschen. Von dort bricht sie meist durch die Wand des Blutgefäßes in den Luftraum der Alveolen, wo sie sich abermals häutet (viertes Larvenstadium). Die rund 1,4 mm lange L4-Larve gelangt sodann, unterstützt vom Flimmerepithel, über Bronchiolen, Bronchien und Luftröhre zum Kehlkopf. Oft löst dies einen Hustenreflex aus, und sie kann abgehustet und ausgespuckt oder geschluckt werden. Mit letzterem kehrt die Larve wieder zum Dünndarm zurück, wo sie zum erwachsenen Tier auswächst. Etwa zwei Monate nach der Infektion können dann Eier in den Ausscheidungen nachweisbar sein. Die adulten Weibchen legen am Tag bis zu 200.000 Eier, in ihrem Eierstock sind bis zu 27 Millionen Eier angelegt. Die Lebensdauer des Parasiten kann bis zu eineinhalb Jahren betragen.

## Übertragung
Die Infektion erfolgt meist durch Aufnahme kontaminierten Wassers oder kontaminierter Lebensmittel wie mit Tierkot gedüngtem Gemüse.